# Coupe d'Europe de beach soccer 2014
Navigation
2012 Édition suivante
L'Euro Beach Soccer Cup 2014 est la quatorzième édition de cette compétition. Elle se déroule à Bakou du 28 au 31 août 2014.
L'Espagne remporte son quatrième trophée.

## Participants
L'EBSC 2014 regroupe les cinq meilleurs nations de beach soccer d'Europe en plus de l’Azerbaïdjan, pays hôte :
- Azerbaïdjan

- Espagne

- Grèce

- Hongrie

- Russie

- Suisse

## Déroulement
Les six équipes sont divisées en deux groupes de trois qui se jouent en tournoi toutes rondes. Seuls les leaders de chaque groupe ont la chance de se battre pour la Coupe.

## Compétition

### Phase de groupe

#### Groupe A
| Équipe      | J | G | G+ | P | Bp | Bc | +/- | Pts |
| ----------- | - | - | -- | - | -- | -- | --- | --- |
| Suisse      | 2 | 2 | 0  | 0 | 15 | 9  | +6  | 6   |
| Grèce       | 2 | 0 | 1  | 1 | 5  | 9  | -4  | 2   |
| Azerbaïdjan | 2 | 0 | 0  | 2 | 1  | 13 | -2  | 0   |

| 28 août 2014 | Suisse                                | 6 – 1 | Grèce           |  |  |
| 17h30        | Mo · Borer · Ott · Stankovic · Spacca |       | Triantafyllidis |  |  |
| 17h30        | Rapport                               |       |                 |  |  |

| 29 août 2014 | Grèce                                     | 4 – 3 ap | Azerbaïdjan           |  |  |
| 18h45        | Triantifyllidis · Salapatas · Kakaroumpas |          | Zeynal · Renat · Asif |  |  |
| 18h45        | Rapport                                   |          |                       |  |  |

| 30 août 2014 | Azerbaïdjan                          | 8 – 9 | Suisse                        |  |  |
| 18h45        | Asif · Zeynal · Sabir · Amid · Renat |       | Ott · Spacca · Stankovic · Mo |  |  |
| 18h45        | Rapport                              |       |                               |  |  |

#### Groupe B
| Équipe  | J | G | G+ | P | Bp | Bc | +/- | Pts |
| ------- | - | - | -- | - | -- | -- | --- | --- |
| Espagne | 2 | 2 | 0  | 0 | 10 | 7  | +3  | 6   |
| Russie  | 2 | 1 | 0  | 1 | 7  | 7  | 0   | 3   |
| Hongrie | 2 | 0 | 0  | 2 | 7  | 10 | -3  | 0   |

| 28 août 2014 | Espagne                                    | 6 – 4 | Hongrie                      |  |  |
| 18h45        | Juanma · Pajon · Antonio · Kuman · Llorenç |       | Fekete · Simonyi · Sebestyen |  |  |
| 18h45        | Rapport                                    |       |                              |  |  |

| 29 août 2014 | Russie                          | 4 – 3 | Hongrie        |  |  |
| 17h30        | Makarov · Paporotnyi · Krutikov |       | Abel · Simonyi |  |  |
| 17h30        | Rapport                         |       |                |  |  |

| 30 août 2014 | Russie          | 3 – 4 | Espagne                   |  |  |
| 17h30        | Makarov · Krash |       | Antonio · Chiky · Llorenç |  |  |
| 17h30        | Rapport         |       |                           |  |  |

### Matchs de classement
| Match pour la 5e place | Azerbaïdjan    | 3 – 3             | Hongrie    |  |  |
| 31 août 2014 16h15     | Jomard · Sabir |                   | Simonyi    |  |  |
| 31 août 2014 16h15     | Rapport        |                   |            |  |  |
| 31 août 2014 16h15     | Sebestyen      | Tirs au but 1 - 2 | Asif, Abel |  |  |

| Match pour la 3e place | Russie                             | 7 – 4 | Grèce                                                        |  |  |
| 31 août 2014 17h30     | Krutikov · Romanov · Krash · Kotov |       | Gkritzalis · Triantifyllidis · Amanatidis · Papastathopoulos |  |  |
| 31 août 2014 17h30     | Rapport                            |       |                                                              |  |  |

### Finale
| Finale             | Espagne                           | 8 – 6 | Suisse          |  |  |
| 31 août 2014 18h45 | Llorenç · Juanma · Chyki · Juanma |       | Stankovic · Ott |  |  |
| 31 août 2014 18h45 | Rapport                           |       |                 |  |  |

## Classement et trophées

### Classement final
| Place | Équipe      |
| ----- | ----------- |
| 1     | Espagne     |
| 2     | Suisse      |
| 3     | Russie      |
| 4     | Grèce       |
| 5     | Hongrie     |
| 6     | Azerbaïdjan |

### Récompenses individuelles
- Meilleur joueurs :  Juanma
- Meilleur buteur :  Noël Ott (11 buts)
- Meilleur gardien :  David Ficsor